# Länsmusiken
Länsmusiken är en samlad benämning på en grupp regionala, offentliga musikverksamhetscentra i Sveriges alla län, grundad år 1988.
Länsmusiken uppkom genom en sammanslagning 1988 av dåvarande Regionmusiken (f.d. Militärmusiken) och Rikskonserters regionala kontor runtom i landet. Därmed överflyttades en stor del av finansiering och verksamhetsansvar från Staten till de respektive landstingen och ett samarbete med olika kommuner. I dag finansieras verksamheten dels med anslag från Statens Kulturråd och landstingen/kommuner och dels med biljettintäkter etc från musikverksamheterna. Länsmusikkontorens uppgift är generellt att samordna och informera om det totala, offentligt samverkande musiklivet i sitt respektive län, samt att själv arrangera och samarrangera vissa konserter och andra musikverksamheter inom länet med fokus på bredd, kvalitet och mångfald. Vissa kontor är knutna till andra kulturverksamheter, till exempel operahus. Totalt finns 20 olika regionala länsmusikenheter i landet (2013) och i vissa fall samverkar län/regionområden via ett gemensamt kontor. Länsmusiken organiserar sig i den ideella intresseorganisationen Länsmusikens samarbetsråd.

## Länsmusikorganisationer eller motsvarande
- Estrad Norr, Jämtlands läns musik och teater
- Gotlandsmusiken
- Kalmar läns musikstiftelse
- Kultur i Halland
- Kultur i Väst
- Kulturutveckling (Gävleborgs län)
- Länsmusiken i Örebro
- Musikaliska - Länsmusiken i Stockholm
- Musik i Blekinge
- Musik i Dalarna
- Musik i Syd
- Musik i Uppland
- Norrbottensmusiken
- Norrlandsoperan
- Scenkonst Västernorrland (Västernorrlands län)
- Scenkonst Sörmland
- Smålands Musik och Teater
- Wermland Opera
- Västmanlandsmusiken
- Östgötamusiken

## Jämför även
- Länsteater
- Länsmuseum